# Copa del Rey de hockey patines 2010
La Copa del Rey de hockey patines 2010 fue la sexagésima séptima edición de la Copa del Rey de este deporte. La sede única fue la ciudad de Lloret de Mar y los encuentros se disputaron en el Pavelló d’Esports de Lloret.
Se disputó entre los 8 mejores equipos de la OK Liga 2009-10 en la primera vuelta de la liga, según el sorteo efectuado el 5 de febrero de 2010.
Los partidos se jugaron entre el 25 de febrero y el 28 de febrero de 2010.
El campeón de esta edición fue el CP Vic, que consiguió su tercer título de copa.

## Equipos participantes
- CP Tenerife
- FC Barcelona
- Reus Deportiu
- HC Liceo
- CP Vic
- CE Lloret
- CE Noia
- CP Vilanova

## Resultados
|  | Cuartos de final   | Cuartos de final   |              |          | Semifinales   | Semifinales   |  |             | Final         | Final         |  |
|  | 25 y 26 de febrero | 25 y 26 de febrero |              |          | 27 de febrero | 27 de febrero |  |             | 28 de febrero | 28 de febrero |  |
|  |                    |                    |              |          |               |               |  |             |               |               |  |
|  |                    |                    |              |          |               |               |  |             |               |               |  |
|  | HC Liceo           | 4                  |              |          |               |               |  |             |               |               |  |
|  | HC Liceo           | 4                  |              |          |               |               |  |             |               |               |  |
|  | CP Tenerife        | 2                  |              |          |               |               |  |             |               |               |  |
|  | CP Tenerife        | 2                  |              | HC Liceo | 3             |               |  |             |               |               |  |
|  |                    |                    |              | HC Liceo | 3             |               |  |             |               |               |  |
|  |                    |                    | CP Vilanova  | 4        |               |               |  |             |               |               |  |
|  | CP Vilanova        | 6                  | CP Vilanova  | 4        |               |               |  |             |               |               |  |
|  | CP Vilanova        | 6                  |              |          |               |               |  |             |               |               |  |
|  | CE Lloret          | 1                  |              |          |               |               |  |             |               |               |  |
|  | CE Lloret          | 1                  |              |          |               |               |  | CP Vilanova | 2             |               |  |
|  |                    |                    |              |          |               |               |  | CP Vilanova | 2             |               |  |
|  |                    |                    | CP Vic       | 4        |               |               |  |             |               |               |  |
|  | CP Vic             | 3                  | CP Vic       | 4        |               |               |  |             |               |               |  |
|  | CP Vic             | 3                  |              |          |               |               |  |             |               |               |  |
|  | CE Noia            | 0                  |              |          |               |               |  |             |               |               |  |
|  | CE Noia            | 0                  |              | CP Vic   | 1 (2)         |               |  |             |               |               |  |
|  |                    |                    |              | CP Vic   | 1 (2)         |               |  |             |               |               |  |
|  |                    |                    | FC Barcelona | 1 (1)    |               |               |  |             |               |               |  |
|  | FC Barcelona       | 6                  | FC Barcelona | 1 (1)    |               |               |  |             |               |               |  |
|  | FC Barcelona       | 6                  |              |          |               |               |  |             |               |               |  |
|  | Reus Deportiu      | 1                  |              |          |               |               |  |             |               |               |  |
|  | Reus Deportiu      | 1                  |              |          |               |               |  |             |               |               |  |
|  |                    |                    |              |          |               |               |  |             |               |               |  |

- Entre paréntesis goles en tanda de penaltis.

## Final
| Fecha                                 | Hora  | Partido | Partido | Partido     |
| ------------------------------------- | ----- | ------- | ------- | ----------- |
| 28 de febrero                         | 16:30 | CP Vic  | 4-2     | CP Vilanova |
| Pabellón: Pavelló d’Esports de Lloret |       |         |         |             |